# North Berwick
North Berwick és una població dels Estats Units a l'estat de Maine (EUA). Segons el cens del 2000, tenia 4.293 habitants.

## Demografia
Segons el cens del 2000, North Berwick tenia 4.293 habitants, 1.587 habitatges, i 1.177 famílies. La densitat de població era de 43,3 habitants/km².
Dels 1.587 habitatges en un 36 % vivien menors de 18 anys, en un 61,7 % vivien parelles casades, en un 8,3 % dones solteres, i en un 25,8 % no eren unitats familiars. En el 19,2 % dels habitatges vivien persones soles el 6,4 % de les quals corresponia a persones de 65 anys o més que vivien soles. El nombre mitjà de persones vivint en cada habitatge era de 2,67 i el nombre mitjà de persones que vivien en cada família era de 3,07.
Per edats, la població es repartia de la següent manera: un 26,8 % tenia menys de 18 anys, un 6,2 % entre 18 i 24, un 31,1 % entre 25 i 44, un 25,6 % de 45 a 60 i un 10,3 % 65 anys o més.
La mediana d'edat era de 38 anys. Per cada 100 dones de 18 o més anys hi havia 96 homes.
La mediana de renda per habitatge era de 46.883 $ i la mediana de renda per família, de 51.753 $. Els homes tenien una renda mediana de 35.938 $, mentre que les dones una de 26.007 $. La renda per capita de la població era de 19.558 $. Entorn del 4,2 % de les famílies i el 5,4 % de la població estaven per davall del llindar de pobresa.